# Goldface
Goldface es un personaje ficticio de la editorial DC Comics, originariamente enemigo de Linterna Verde (Hal Jordan). Su primera aparición fue Green Lantern (vol. 2) N.º 38 (julio de 1965).

## Historia
Keith Kenyon era un científico y criminal que, gracias a un antiguo suero con base en el oro de propia su creación, obtuvo fuerza sobrehumana e invulnerabilidad. El elíxir también le dio un brillo dorado (aparentemente, un efecto secundario). Por supuesto, el ser casi amarillo significó que el anillo de poder de Linterna Verde no podía afectarlo en forma directa, lo que lo convertía en un enemigo particularmente formidable para el superhéroe. Linterna Verde lo consiguió derrotarlo mientras estaba robando el oro que necesitaba para su fórmula. Luego, Kenyon comenzó a refinar sus métodos delictivos utilizando una armadura dorada y una «pistola de oro» que rociaba oro líquido. Después de varios enfrentamientos con Linterna Verde, Kenyon decidió dedicarse a liderar organizaciones criminales.
Más tarde, se mudó a Ciudad Central y se convirtió en enemigo de Flash (Barry Allen), pero en los últimos años parece haber abandonado el crimen: Luego de cumplir su condena en prisión, se mudó a Keystone City y, siguiendo los pasos de su padre, se transformó en un líder sindical honesto. Con el tiempo, su elíxir convirtió lentamente su piel en oro orgánico. Además, apareció como personaje secundario en las historias de Wally West como Flash, en especial durante el arco argumental en que su exesposa, Blacksmith, y sus grupo de villanos tomaban las ciudades de Keystone y Central.

## Apariciones en otros medios
En Liga de la Justicia Ilimitada, Goldface aparece como un miembro reciente de la Legión del Mal de Grodd. Se lo ve durante el saqueo a Ciudad Gorila convirtiendo gorilas en oro. Durante el amotinamiento de la Legión del Mal, se puso en contra de Lex Luthor por lo que fue congelado por Killer Frost junto con el resto de los amotinados.